# Lega Pro Seconda Divisione
Die Lega Pro Seconda Divisione (bis 2008 Serie C2) war bis 2014 die vierthöchste und damit niedrigste italienische Profifußball-Liga. Ausrichter der Liga war die Lega Italiana Calcio Professionistico, eine Unterorganisation des italienischen Fußballverbandes, der FIGC. Mit der Saison 2014/2015 wurden die beiden Divisionen der Lega Pro zu einer einzigen Liga zusammengelegt.

## Modus
Die Lega Pro Seconda Divisione war in zwei Staffeln (ital. Gironi) à 18 Mannschaften eingeteilt. In jeder Staffel spielten die Mannschaften in Hin- und Rückspiel gegeneinander, so dass eine Mannschaft im Laufe einer Saison 34 Spiele absolvierte, davon jeweils die Hälfte zuhause und auswärts.
Die Zuweisung in die zwei Staffeln erfolgte üblicherweise anhand geografischer Kriterien. Im Girone A spielen mehrheitlich Mannschaften aus Nord- und Mittelitalien (Ligurien, Lombardei, Piemont, Venetien, Emilia-Romagna, Toskana usw.) Im Girone B spielen die Teams aus Mittel- bis Süditalien (z. B. Apulien, Kalabrien, Kampanien, Molise und Sizilien).

## Aufstieg in die Lega Pro Prima Divisione
Insgesamt stiegen sechs Mannschaften in die dritte Liga auf, jeweils drei aus jeder Staffel. Dabei steigen der Tabellenerste und der Tabellenzweite direkt auf, die Plätze 3 bis 6 jeder Staffel spielten ein Play-off mit Halbfinale und Finale aus, bei dem der Finalsieger aufstieg. Bei Unentschieden stieg jeweils der Tabellenbesserplatzierte auf, eine Auswärtstorregel existierte nicht.

## Abstieg in die Serie D
Es stiegen jeweils vier Mannschaften in die Serie D ab, dabei die letzten drei der Tabelle direkt. Zwischen dem Tabellenvierzehnten und dem Tabellenfünfzehnten wurden Play-down-Spiele durchgeführt, wobei der Verlierer ebenfalls den Gang in die fünfte Liga antreten musste. Durch Verringerungen in der Anzahl der Mannschaften, die in einer Staffel spielten oder durch Lizenzentzüge konnte es dabei zu Modifizierungen kommen.

## Teilnehmer an der Saison 2013/14

### Girone A
- US Alessandria Calcio aus Alessandria
- AC Rimini 1912 aus Rimini
- AC Bellaria Igea Marina aus Bellaria-Igea Marina (Provinz Rimini)
- AC Renate aus Renate
- FC Mantova aus Mantua
- Santarcangelo Calcio aus Santarcangelo di Romagna
- AC Monza Brianza aus Monza
- Bassano Virtus aus Bassano del Grappa
- FC Castiglione aus Castiglione delle Stiviere
- Forlì FC aus Forlì
- Real Vicenza aus Vicenza
- SPAL Ferrara aus Ferrara
- Virtus Verona aus Verona
- US Pergolettese aus Crema
- Delta Porto Tolle aus Porto Tolle
- Cuneo Calcio aus Cuneo
- SEF Torres 1903 aus Porto Torres
- Bra Calcio aus Bra

### Girone B
- SF Aversa Normanna aus Aversa
- AS Melfi aus Melfi
- SS Chieti aus Chieti
- US Gavorrano aus Gavorrano
- Vigor Lamezia aus Lamezia Terme
- FC Aprilia aus Aprilia
- US Arzanese aus Arzano
- US Poggibonsi aus Poggibonsi
- AS Martina Franca aus Martina Franca
- Teramo Calcio aus Teramo
- Nuova Cosenza aus Cosenza
- Foggia Calcio aus Foggia
- US Casertana aus Caserta
- AS Castel Rigone aus Passignano sul Trasimeno
- SS Ischia Isolaverde aus Ischia
- AC Tuttocuoio 1957 aus San Miniato
- Sorrento Calcio aus Sorrent
- ACR Messina aus Messina

## Die Meister der Lega Pro Seconda Divisione
| Saison  | Girone A            | Girone B             | Girone C               |
| ------- | ------------------- | -------------------- | ---------------------- |
| 2008/09 | AS Varese 1910      | ASC Figline          | Cosenza Calcio 1914    |
| 2009/10 | FC Südtirol         | AS Lucchese Libertas | Juve Stabia            |
| 2010/11 | Tritium Calcio 1908 | Carpi FC             | US Latina              |
| 2011/12 | FBC Treviso         | AC Perugia Calcio    | nur noch zwei Staffeln |
| 2012/13 | Aurora Pro Patria   | Salernitana Calcio   | nur noch zwei Staffeln |
| 2013/14 | Bassano Virtus      | ACR Messina          | nur noch zwei Staffeln |

## Torschützenkönige der Lega Pro Seconda Divisione
| Saison  | Name              | Mannschaft       | Tore |
| ------- | ----------------- | ---------------- | ---- |
| 2008/09 | Fausto Ferrari    | AC Montichiari   | 21   |
| 2009/10 | Daniel Ciofani    | Cisco Roma       | 21   |
| 2010/11 | Antonio Gaeta     | Carrarese Calcio | 21   |
| 2011/12 | Giordano Fioretti | US Gavorrano     | 33   |
| 2012/13 | Francesco Virdis  | Savona 1907 FBC  | 24   |
| 2013/14 | Francesco Ripa    | US Arzanese      | 22   |